# Owl Peak
Der Owl Peak ist ein Berg im Grand-Teton-Nationalpark im Westen des US-Bundesstaates Wyoming. Er hat eine Höhe von 3236 m und ist Teil der Teton Range in den Rocky Mountains. Er liegt einige Kilometer westlich des Ostufers des Jackson Lake und erhebt sich über den Webb Canyon. Der Owl Peak liegt unmittelbar östlich des Elk Mountain und kann über den Berry Creek Trail erreicht werden.

## Belege
1. ↑  Peakbagger: Owl Peak. Abgerufen am 26. Februar 2021.
2. ↑  Geonames: Owl Peak. Abgerufen am 26. Februar 2021.